# SIG Sauer P229
Die SIG Sauer P229 ist eine kompakte Selbstladepistole im Kaliber .357 SIG, .40 S&W, 9 mm Luger oder .22 LR des Waffenherstellers SIG Sauer GmbH & Co. KG.

## Technik
Sie wurde speziell für den US-Markt aus dem Modell SIG Sauer P228 entwickelt und basiert auf der SIG Sauer P226. Sie zeichnet sich gegenüber der P228 neben den neuen Kalibern durch einen gefrästen Schlitten in Edelstahl aus. Der schwerere Schlitten ist aufgrund der unterschiedlichen Kaliber nötig und erhöht das Gewicht der Waffe um zirka 80 Gramm. Die P229-Pistolen können durch Wechseln des Laufs und der Feder auf alle drei Kaliber (9 mm, .357 und .40) angepasst werden. Weiterhin gibt es für diese Waffe ein Wechselsystem im Kaliber .22lfB. Hergestellt wird sie in den Vereinigten Staaten und Deutschland.